# Agnieszka Dygant
Agnieszka Urszula Dygant primo voto Władyniak (ur. 27 marca 1973 w Piasecznie) – polska aktorka. Dwukrotna laureatka Telekamery dla najlepszej aktorki.

## Życiorys
Ma młodszą o 17 lat siostrę, Natalię. Uczyła się w LVI Liceum Ogólnokształcącym im. Leona Kruczkowskiego w Warszawie. W okresie nastoletnim śpiewała w punkowym zespole muzycznym Dekolt.
23 listopada 1997 miał miejsce jej debiut teatralny na scenie Teatru Powszechnego w Łodzi. W 1998 ukończyła tamtejszą PWSFTviT i otrzymała nagrodę wojewody łódzkiego za rolę Julii w przedstawieniu Letnicy na XVI Festiwalu Szkół Teatralnych w Łodzi oraz zdobyła z zespołem Macieja Pawłowskiego drugą nagrodę za interpretację piosenki Agnieszki Osieckiej „Sing-Sing” na XIX Przeglądzie Piosenki Aktorskiej we Wrocławiu. Występowała w warszawskich teatrach: Powszechnym (1998–1999), Studio im. Stanisława Ignacego Witkiewicza (1999–2000), Komedia (2001–2002) i Kwadrat (2004) oraz w poznańskim Teatrze Polskim (2005). W 2000 zagrała w teledysku zespołu Myslovitz „Dla ciebie”.

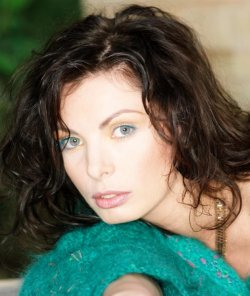
Dygant (2008)

Ogólnopolską popularność zyskała dzięki roli Marioli w serialu TVP2 Na dobre i na złe (2001–2009). Swoją pozycję ugruntowała rolami: „Czarnej” w serialu kryminalno-sensacyjnym Polsatu Fala zbrodni (2003–2008) i Franciszki Maj, głównej bohaterki sitcomu TVN Niania (2005–2009). W latach 2012–2015 grała Agatę Przybysz, tytułową bohaterkę serialu TVN Prawo Agaty. Jest znana również z ról filmowych w komedii romantycznej Tylko mnie kochaj (2006) i świątecznej serii Listy do M. (2011–2024). Kilkukrotnie współpracowała z Patrykiem Vegą przy jego filmach: Pitbull. Nowe porządki (2016), Botoks (2017), Kobiety mafii (2018) i Kobiety mafii 2 (2019).
Za swoje role serialowe zdobyła dziewięć nominacji do Telekamer dla ulubionej aktorki, z czego dwa razy wygrała (2006 i 2008) i czterokrotnie zajęła drugie miejsce (2005, 2007, 2009, 2015). Dodatkowo w 2022 otrzymała nominację dla aktorki 25-lecia w jubileuszowej edycji plebiscytu. W 2007 została nagrodzona „Gwiazdą Uśmiechu” na 8. Festiwalu Dobrego Humoru w Gdańsku oraz dwoma „Złotymi Podkowami” na Cieszyńskim Festiwalu Filmowym „Wakacyjne Kadry” za najlepszą rolę kobiecą w serialu komediowym (Niania) i najlepszą rolę kobiecą w serialu sensacyjnym (Fala zbrodni). Została również wyróżniona w plebiscycie Kobieta Roku Glamour 2007 w kategorii „Aktorka”. W 2018 otrzymała Diamentowy Klaps Filmowy na 11. festiwalu „Kino Letnie Sopot-Zakopane”.
W 2007 reklamowała produkty marki „Garnier” firmy L’Oréal, a od 2013 regularnie występuje w spotach reklamowych sieci telefonii komórkowej Play. W 2020 została ambasadorką marki kosmetycznej Avon.

## Życie prywatne
Była żoną aktora Marcina Władyniaka. Następnie związała się z reżyserem i scenarzystą Patrickiem Yoką, z którym ma syna Xawerego (ur. 2010).

### Poglądy
Deklaruje się jako feministka i zwolenniczka prawa do aborcji. Sprzeciwia się społecznemu ocenianiu kobiet, które korzystają z medycyny estetycznej.

## Filmografia

### Filmy
| Rok  | Tytuł                            | Rola                                      |
| ---- | -------------------------------- | ----------------------------------------- |
| 1998 | Farba                            | Ola                                       |
| 1999 | Tydzień z życia mężczyzny        | reporterka telewizyjna                    |
| 2000 | Patrzę na ciebie, Marysiu        | dziewczyna w pokoju szpitalnym Artura     |
| 2000 | Enduro Bojz                      | recepcjonistka                            |
| 2001 | Egoiści                          | Ilonka, żona „Młodego”                    |
| 2002 | Jak to się robi z dziewczynami   | Żora, kuzynka Karola                      |
| 2004 | Zerwany                          | kuratorka                                 |
| 2006 | Tylko mnie kochaj                | Agata, wspólniczka Michała                |
| 2008 | Sztuka masażu                    | Renia                                     |
| 2008 | Serce na dłoni                   | psychiatra                                |
| 2011 | Listy do M.                      | Karina Lisiecka, żona Szczepana           |
| 2015 | Listy do M. 2                    | Karina Lisiecka, żona Szczepana           |
| 2016 | Pitbull. Nowe porządki           | „Kura”                                    |
| 2017 | Botoks                           | dr Beata Winkler                          |
| 2017 | Listy do M. 3                    | Karina Lisiecka, żona Szczepana           |
| 2018 | Kobiety mafii                    | Daria Wawrzyniak, opiekunka syna „Cienia” |
| 2019 | Kobiety mafii 2                  | Daria Wawrzyniak, opiekunka syna „Cienia” |
| 2020 | Listy do M. 4                    | Karina Lisiecka, żona Szczepana           |
| 2022 | Listy do M. 5                    | Karina Lisiecka, żona Szczepana           |
| 2024 | Listy do M. Pożegnania i powroty | Karina Lisiecka, żona Szczepana           |

### Seriale
| Rok       | Tytuł             | Rola                                      | Uwagi                                            |
| --------- | ----------------- | ----------------------------------------- | ------------------------------------------------ |
| 1998      | Gosia i Małgosia  | Małgosia                                  |                                                  |
| 2000      | Dom               | Aga, koleżanka Majki                      | odc. 21                                          |
| 2001      | Twarze i maski    | Paulina Hołyszko                          | odc. 1–5                                         |
| 2001      | Przeprowadzki     | Urszula, żona księcia Dowgiłły            | odc. 8                                           |
| 2001–2009 | Na dobre i na złe | Maria „Mariola” Jolanta Muślinek-Korzycka |                                                  |
| 2002      | Wiedźmin          | elfka Toruviel                            | odc. 7, 13                                       |
| 2003–2008 | Fala zbrodni      | Daria Westman „Czarna”                    |                                                  |
| 2005–2009 | Niania            | Frania Maj                                |                                                  |
| 2012–2015 | Prawo Agaty       | Agata Przybysz                            |                                                  |
| 2018      | Botoks            | dr Beata Winkler                          | miniserial na podstawie filmu o tym samym tytule |
| 2018      | Kobiety mafii     | Daria Wawrzyniak                          | miniserial na podstawie filmu o tym samym tytule |
| 2019      | Kobiety mafii 2   | Daria Wawrzyniak                          | miniserial na podstawie filmu o tym samym tytule |
| 2024      | Odwilż 2          | Maria Lańska                              |                                                  |

## Polski dubbing
- 2006: Dżungla – żyrafa Bożenka
- 2006: Alex Rider: Misja Stormbreaker – Nadia Vole
- 2007: Wojownicze Żółwie Ninja – Karai
- 2007: I ty możesz zostać bohaterem – Lala
- 2009: Renifer Niko ratuje święta – różowy pudel Eśka
- 2010: Biała i Strzała podbijają kosmos – Strzała
- 2010–2015: Geronimo Stilton – Thea Stilton
- 2011: Rio – Julia
- 2011: Auta 2 – Liliana Lifting
- 2013: Smerfy 2 – Vexy
- 2014: Rio 2 – Julia

## Nagrody i nominacje
- 2004: nominacja – Telekamery 2004 w kategorii „Aktorka”[4]
- 2005: 2. miejsce – Telekamery 2005 w kategorii „Aktorka”[4]
- 2006: Telekamera 2006 w kategorii „Aktorka”[4]
- 2006: nominacja – Złote Dzioby w kategorii „Medialna osobowość roku”[13]
- 2007: 2. miejsce – Telekamery 2007 w kategorii „Aktorka”[4]
- 2007: nominacja – tytuł „Najpiękniejszej Polki” w plebiscycie Viva! Najpiękniejsi 2006[14]
- 2007: 2. miejsce – Bravoora 2006 w kategorii „Gwiazda ekranu”[15]
- 2007: nominacja – Świry w kategorii „Najbardziej zakręcony aktor”[16]
- 2007: nominacja – Wiktor Publiczności 2006[17]
- 2007: „Gwiazda Uśmiechu” na 8. Festiwalu Dobrego Humoru w Gdańsku[18]
- 2007: „Złota Podkowa” na Cieszyńskim Festiwalu Filmowym „Wakacyjne Kadry” za najlepszą rolę kobiecą w serialu komediowym (Niania)[18]
- 2007: „Złota Podkowa” na Cieszyńskim Festiwalu Filmowym „Wakacyjne Kadry” za najlepszą rolę kobiecą w serialu sensacyjnym (Fala zbrodni)[18]
- 2008: Telekamera 2008 w kategorii „Aktorka”[4]
- 2008: Kobieta Roku Glamour 2007 w kategorii „Aktorka”[6]
- 2008: nominacja – Świry w kategorii „Najbardziej zakręcony aktor”[19]
- 2009: 2. miejsce – Telekamery 2009 w kategorii „Aktorka”[4]
- 2013: nominacja – Telekamery 2013 w kategorii „Aktorka”[4]
- 2014: nominacja – Telekamery 2014 w kategorii „Aktorka”[4]
- 2015: 2. miejsce – Telekamery 2015 w kategorii „Aktorka”[4]
- 2018: „Diamentowy Klaps Filmowy” na 11. festiwalu „Kino Letnie Sopot-Zakopane”[18]
- 2022: nominacja – Telekamery 2022 w kategorii „Aktorka 25-lecia”[5]